# جيمس ويليام بارنز ستيفني

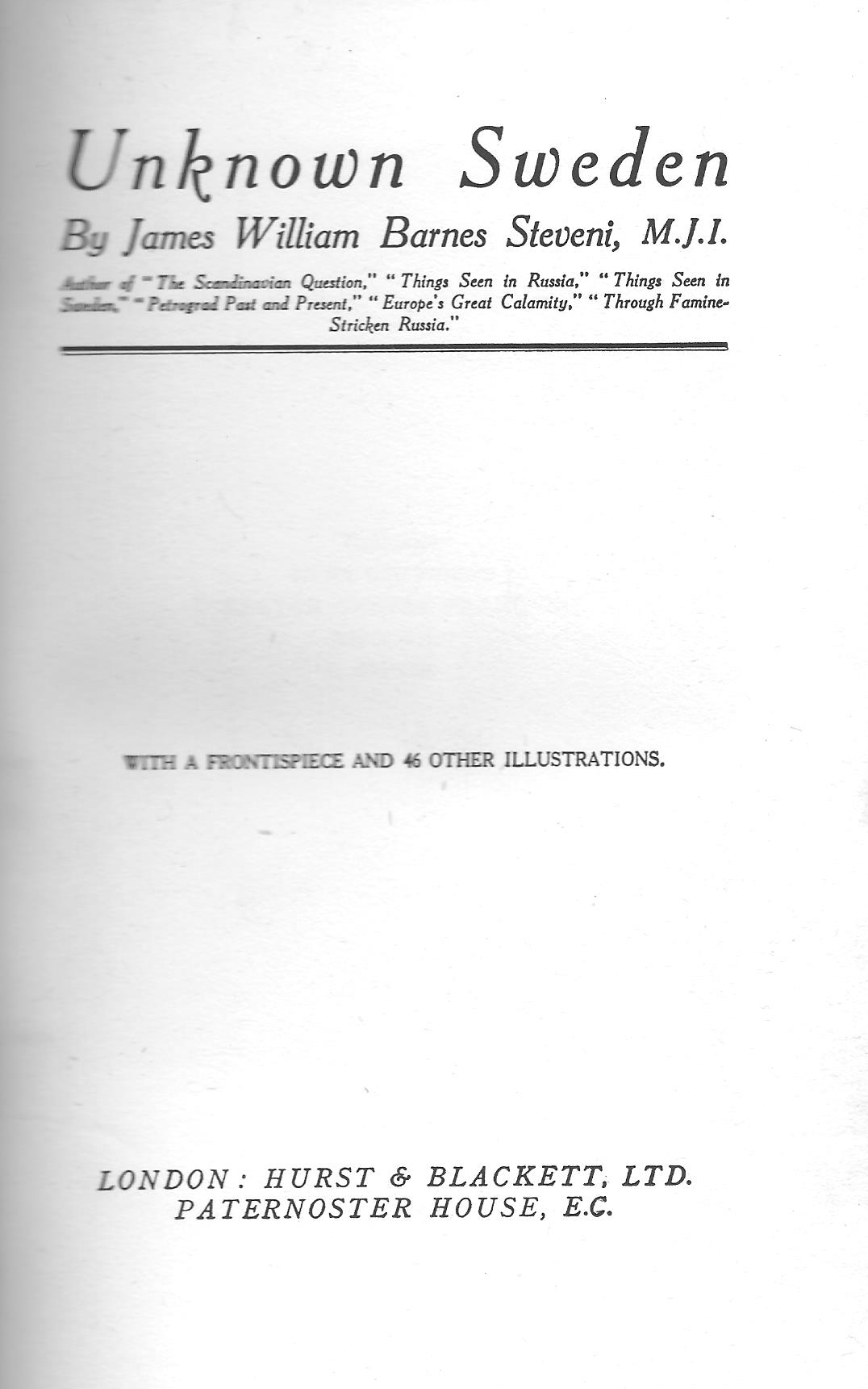
كتاب ويليام بارنز ستيفني السويد المجهولة

جيمس ويليام بارنز ستيفني (مواليد 1859 في كينغستون أبون هال، بريطانيا العظمى توفي عام 1944 في برومسغروف، بريطانيا العظمى) كان صحفيًا ومؤلفًا بريطانيًا.
من عام 1887 عاش في العاصمة الروسية بطرسبرغ (التي عرفت بعد عام 1914 باسم بتروغراد)، حيث درس اللغة الإنجليزية والتقى ليو تولستوي، على سبيل المثال. وكمراسل لصحيفة ديلي كرونيكل اللندنية في بطرسبرغ بين 1892 و1917، فقد ألف عددًا من الكتب والمقالات والمقالات حول الجوانب السياسية والعسكرية والاجتماعية والثقافية والإثنية والتاريخية للوضع الروسي عشية الحرب العالمية الأولى والثورة الروسية.

## المنشورات
- Through Famine-Stricken Russia (1892)
- The Scandinavian Question (1905)
- Things seen in Russia (1913)
- Petrograd, past and present (1914)
- The Russian army from within (1914)
- Things seen in Sweden (1915)
- How to do business with Russia; hints and advice to business men dealing with Russia (1917)
- Europe’s Great Calamity: The Russian Famine, An Appeal for the Russian Peasant (1922)
- Unknown Sweden (1925)